# Världsmästerskapen i bordtennis 1981
 Världsmästerskapen i bordtennis 1981 spelades i Novi Sad under perioden 14-26 april 1981.

## Resultat

### Lag
| Disciplin            | Guld                                                          | Silver                                                                      | Brons                                                                     |
| Herrarnas lagtävling | Kina Cai Zhenhua Guo Yuehua Shi Zhihao Wang Huiyuan Xie Saike | Ungern Gábor Gergely István Jónyer Tibor Klampár Tibor Kreisz Zsolt Kriston | Japan Hiroyuki Abe Hideo Gotoh Masahiro Maehara Seiji Ono Norio Takashima |
| Damernas lagtävling  | Kina Cao Yanhua Qi Baoxiang Tong Ling Zhang Deying            | Sydkorea An Hae-Sook Hwang Nam-Sook Kim Kyung-Ja Lee Soo-Ja                 | Nordkorea Kim Gyong-Sun Li Song-Suk Pak Yung-Sun                          |

### Individuellt
| Disciplin   | Guld                    | Silver                | Brons                              |
| Herrsingel  | Guo Yuehua              | Cai Zhenhua           | Dragutin Šurbek                    |
| Herrsingel  | Guo Yuehua              | Cai Zhenhua           | Stellan Bengtsson                  |
| Damsingel   | Tong Ling               | Cao Yanhua            | Zhang Deying                       |
| Damsingel   | Tong Ling               | Cao Yanhua            | Lee Soo-Ja                         |
| Herrdubbel  | Cai Zhenhua Li Zhenshi  | Guo Yuehua Xie Saike  | Antun Stipančić Dragutin Šurbek    |
| Herrdubbel  | Cai Zhenhua Li Zhenshi  | Guo Yuehua Xie Saike  | Patrick Birocheau Jacques Secrétin |
| Damdubbel   | Cao Yanhua Zhang Deying | Pu Qijuan Tong Ling   | An Hae-Sook Hwang Nam-Sook         |
| Damdubbel   | Cao Yanhua Zhang Deying | Pu Qijuan Tong Ling   | Huang Yunqun Jan Guli              |
| Mixeddubbel | Xie Saike Huang Junqun  | Chen Xinhua Tong Ling | Huang Liang Pu Qijuan              |
| Mixeddubbel | Xie Saike Huang Junqun  | Chen Xinhua Tong Ling | Dragutin Šurbek Branka Batinic     |

### Fotnoter
1. ↑  ”World Championships Results”. ITTF Museum. Arkiverad från originalet den 11 maj 2012. https://web.archive.org/web/20120511103023/http://www.ittf.com/museum/results/WorldChresults.html. Läst 7 april 2012.
2. ↑  ”ITTF Statistics”. ittf.com. Arkiverad från originalet den 4 mars 2016. https://web.archive.org/web/20160304082422/http://www.ittf.com/ittf_stats/All_events4.asp?Competition_ID=93. Läst 7 april 2012.